# Hottentotta novaki
Espèce
Hottentotta novaki est une espèce de scorpions de la famille des Buthidae.

## Distribution
Cette espèce est endémique de la région Amhara en Éthiopie. Elle se rencontre dans la zone Misraq Godjam vers Abai.

## Description
La femelle holotype mesure 52,3 mm.

## Étymologie
Cette espèce est nommée en l'honneur de Pavel Novák.

## Publication originale
- Kovařík & Mazuch, 2015 : « Scorpions of Ethiopia (Arachnida: Scorpiones). Part III. Genus Hottentotta Birula, 1908 (Buthidae), with Description of Three New Species. » Euscorpius, no 202, p. 1-37 (texte intégral).